# Laura Smith Haviland
Laura Smith Haviland (20 de diciembre de 1808 - 20 de abril de 1898) fue una abolicionista, sufragista y reformadora social estadounidense. Fue una figura importante en la historia del Ferrocarril Subterráneo.

## Primeros años y educación
Laura Smith Haviland nació el 20 de diciembre de 1808 en Kitley Township, Ontario (Canadá), de padres estadounidenses, Daniel Smith y Asenath "Sene" Blancher, que habían inmigrado poco antes de su nacimiento. Haviland escribió que Daniel «era un hombre de habilidad e influencia, de claras percepciones y fuertes poderes de razonamiento», mientras que su madre Sene era «de un giro más suave, ... un espíritu tranquilo, benévolo y amable con todos, y muy querido por todos los que la conocían». Los Smiths, agricultores de modestos medios, eran miembros devotos de la Sociedad de los Amigos, más conocidos como cuáqueros. El padre de Haviland era un «ministro» de la Sociedad y su madre una «anciana».
Aunque los cuáqueros se vestían con sencillez y prohibían estrictamente el baile, el canto y otras actividades que consideraban frívolas, muchos de sus puntos de vista eran progresistas según los estándares de la época. Los cuáqueros fomentaban la igualdad de educación entre hombres y mujeres, una posición extraordinariamente progresista en una época en la que la mayoría de los individuos eran analfabetos, y proporcionar a una mujer una educación completa se consideraba en gran medida innecesario. Tanto las mujeres como los hombres cuáqueros actuaban como ministros. Aunque la mayoría de los cuáqueros no se volcaban por el abolicionismo, la mayoría condenaba la esclavitud como algo brutal e injusto. Fue en esta atmósfera que se educó Haviland.
En 1815, su familia abandonó el Canadá y regresó a los Estados Unidos, estableciéndose en la remota y poco poblada ciudad de Cambria (Nueva York). En ese momento no había ninguna escuela cerca de su casa, y durante los seis años siguientes la educación de Haviland consistió en poco más que «una lección de ortografía» que su madre le daba diariamente. Haviland se describió a sí misma como una niña inquisitiva, profundamente interesada en el funcionamiento del mundo que la rodeaba, que a una edad temprana comenzó a cuestionar a sus padres sobre todo, desde las escrituras hasta la ley de gravitación universal de Isaac Newton. Una vez que dominó la ortografía, Haviland complementó su magra educación devorando todos los libros que le prestaron sus amigos, parientes y vecinos, leyendo todo, desde material religioso hasta estudios históricos serios.
A los dieciséis años, Laura conoció a Charles Haviland, Jr., un joven y devoto cuáquero, cuyos padres eran ambos respetados ministros. Se casaron el 11 de noviembre de 1825, en Lockport, Nueva York. Según Laura, Charles era un marido devoto y el suyo era un matrimonio feliz. Fueron padres de ocho hijos.
Los Havilands pasaron los primeros cuatro años de su matrimonio en el municipio de Royalton, cerca de Lockport, Nueva York, antes de mudarse en septiembre de 1829 al Municipio de Raisin (condado de Lenawee, Míchigan). Se establecieron a 5 km de la finca que sus padres adquirieron cuatro años antes. Míchigan era entonces una zona salvaje muy poco poblada, pero la tierra era barata, y había varios otros cuáqueros en los alrededores.

### Trabajo antiesclavista y el Instituto de Raisin
Haviland recordó vívidamente haber visto a afroamericanos insultados verbalmente, e incluso agredidos físicamente, en Lockport, Nueva York, cuando era niña. Estas experiencias, combinadas con las horribles descripciones de la historia de la trata de esclavos de John Woolman, le dejaron una impresión indeleble.

Las imágenes de esos barcos de esclavos abarrotados, con las crueldades del sistema de esclavos después de que fueron traídos a nuestro país, a menudo me afectaron hasta las lágrimas ... Mis simpatías se volvieron demasiado profundas para los pobres negros que fueron así esclavizados para que se borrara el tiempo.

Haviland y otros miembros de la comunidad de Raisin, ayudaron a Elizabeth Margaret Chandler a organizar la Sociedad Femenina Antiesclavista de Logan en 1832. Fue la primera organización de antiesclavitud en Míchigan. Cinco años más tarde, en 1837, Haviland y su marido fundaron una «escuela de trabajo manual... diseñada para niños indigentes», que más tarde se conoció como el Instituto de Raisin. Haviland instruyó a las niñas en las tareas domésticas, mientras que su marido y uno de sus hermanos, Harvey Smith, enseñaron a los niños a realizar trabajos agrícolas. Por insistencia de los Havilands, la escuela estaba abierta a todos los niños, «sin importar su raza, credo o sexo». Fue la primera escuela racialmente integrada en Míchigan. Algunos de los estudiantes blancos de la escuela de Haviland, al enterarse de que iban a estudiar con afroamericanos, amenazaron con irse. Sin embargo, la mayoría fueron persuadidos a quedarse, y Haviland escribió que una vez que los estudiantes estaban juntos en el aula sus prejuicios «pronto se desvanecieron».
En 1838, Harvey Smith vendió su granja, y las ganancias se utilizaron para construir alojamientos para cincuenta estudiantes. Los Havilands ampliaron el plan de estudios de la escuela, trabajando más de cerca de las líneas de las escuelas primarias y secundarias tradicionales. Luego contrataron a un graduado del Oberlin College para que fuera el director de la escuela. Debido a su diligencia, el Instituto de Raisin fue pronto reconocido como una de las mejores escuelas del territorio.
A medida que los Havilands se involucraban más activamente en el trabajo contra la esclavitud, las tensiones crecían dentro de la comunidad cuáquera. Hubo una división entre los llamados «abolicionistas radicales», como los Havilands, que querían la emancipación inmediata, y la mayoría de los cuáqueros ortodoxos. Aunque los cuáqueros condenaban la esclavitud, la mayoría no aprobaba la participación activa en las sociedades abolicionistas. En 1839, para continuar con su trabajo abolicionista, los Havilands, sus padres y otros catorce cuáqueros de ideas afines, se sintieron obligados a renunciar a su membresía. Luego se unieron a un grupo de metodistas conocidos como los wesleyanos, que estaban igualmente dedicados a la causa abolicionista.
En la primavera de 1845, una epidemia de erisipela mató a seis miembros de la familia de Haviland, incluyendo a sus dos padres, su marido y su hijo menor. Haviland también se enfermó, pero sobrevivió. A los treinta y seis años, Haviland se encontró viuda con siete hijos que mantener, una granja que dirigir, el Instituto de Raisin para administrar, y deudas sustanciales que pagar. Tristemente, únicamente dos años más tarde la tragedia golpeó de nuevo, cuando su hijo mayor murió.* Haviland, Laura Smith. A Woman's Life-work: Labors and Experiences of Laura S. Haviland. Cincinnati:Waldon & Stowe, 1882. Debido a la falta de fondos, Haviland se vio obligada a cerrar el Instituto de Raisin en 1849.
A pesar de sus pérdidas personales, continuó con su labor abolicionista y en 1851 ayudó a organizar la Sociedad de Hogares de Refugiados en Windsor, Ontario, Canadá. Los esclavos fugitivos se establecieron allí, se erigió una iglesia y una escuela para ellos, y a cada familia se le dieron veinticinco acres para cultivar. Haviland permaneció durante varios meses como maestra del asentamiento. Luego viajó a Ohio, donde, con su hija Anna, enseñó en una escuela fundada para niños afroamericanos en Cincinnati y Toledo (Ohio).
En 1856, había recaudado suficientes fondos para reabrir el Instituto de Raisin, y regresó a Míchigan. El nuevo plan de estudios incluía que los antiguos esclavos dieran conferencias sobre las realidades de la vida en una plantación de esclavos. El Instituto cerró una vez más en 1864, después de que la mayoría del personal, y algunos de los estudiantes, se alistaran para luchar durante la Guerra de Secesión.

## Trabajar para el Ferrocarril subterráneo

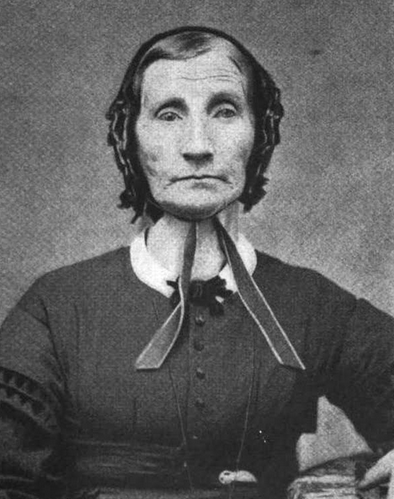
Laura Smith Haviland, fotografía en una publicación de 1910.

Durante la década de 1830, la familia Haviland comenzó a esconder esclavos fugitivos en su granja. Su hogar se convirtió en la primera estación del Ferrocarril subterráneo establecida en Míchigan. Tras la muerte de su marido, Haviland continuó albergando en su casa a los esclavos fugitivos, en algunos casos, escoltándolos personalmente hasta Canadá. Desempeñó un papel importante en la rama del grupo de Detroit, donde se la consideraba «superintendente» del ferrocarril, con George DeBaptiste como «presidente» y William Lambert como «vicepresidente».
También viajó al sur en múltiples ocasiones para ayudar a los esclavos fugados. Su primer viaje se hizo en 1846, en un esfuerzo por liberar a los hijos de los esclavos fugitivos, Willis y Elsie Hamilton. Los niños estaban todavía en posesión del antiguo dueño de esclavos de su madre, John P. Chester, un tabernero del condado de Washington (Tennessee).
Chester se enteró del paradero de los Hamilton y envió cazadores de esclavos tras ellos. Cuando eso falló, Chester intentó atraer a los Hamiltons a su plantación con la promesa de que serían tratados como liberados y se reunirían con sus hijos. Sospechando una trampa, Haviland fue a Tennessee en su lugar, acompañada por su hijo Daniel y un estudiante del Instituto de Raisin, James Martin, quien se hizo pasar por Willis Hamilton. Chester se enfureció cuando se dio cuenta de que Willis Hamilton no estaba con Haviland. Mantuvo al trío a punta de pistola, amenazando con asesinarlos, secuestrar a James Martin, y esclavizarlo en lugar de Willis Hamilton. Se las arreglaron para escapar, pero Chester no olvidó a Laura Haviland. Su familia continuaría persiguiéndola por quince años, persiguiéndola legalmente en la corte y en privado con los cazadores de esclavos, mientras la acosaban con cartas despectivas. La siguiente carta fue enviada por el hijo de Chester, Thomas K. Chester, en febrero de 1847. Es un buen ejemplo del tono que impregnaba la correspondencia de la familia Chester con Haviland:

... Por tus astutas villanías nos has privado de nuestros justos derechos, de nuestra propia propiedad. ... Gracias a un Dios sabio y providente, mi padre tiene más de esa clase de gente ocupada, grasientos, astutos y gordos; y no son engañados hasta la muerte con sus duras ganancias por villanos e infernales abolicionistas, cuya filantropía es el interés, y cuyo único deseo es estafar al esclavista en su propia propiedad, y convertir su trabajo en su propio engrandecimiento infernal... ¿Quién crees que parlamentaría con un ladrón, un ladrón de los justos derechos del hombre, reconocidos por la gloriosa Constitución de nuestra Unión! Tal condescendencia condenaría a un hombre honesto, pondría la modestia en el rubor. ¿Qué? ¿Entablar un concurso con usted? Un pícaro, un ladrón condenado, un ladrón negro, un forajido, un criminal a la vista de todos los hombres honestos, ... Prefiero que me cojan con la oveja de otro hombre a la espalda que involucrarme en un asunto así, y con un individuo como la vieja Laura Haviland, una maldita ladrona de negros ...

Puedes decirle a Elsie que desde nuestro regreso mi padre compró a su hija mayor; que ella es ahora de su propiedad y la madre de un probable niño, que llamo Daniel Haviland en honor a tu lindo hijo ... ¿Cuál crees que será tu parte en el gran Día del Juicio Final? Creo que será el templo interior del infierno.

Haviland respondió, agradeciéndole sarcásticamente por nombrar a la niña como su familia y declarando que ella esperaba que «como Moisés, se convirtiera en un instrumento para alejar a su pueblo de una esclavitud peor que la de Egipto». Furioso por lo que consideró insolencia, Thomas Chester puso una recompensa por la cabeza de Haviland. Por todo el Sur circuló «billetes de mano» (folletos) que describían a Haviland, detallando su trabajo abolicionista, nombrando su lugar de residencia y ofreciendo $3000, una suma considerable en ese momento, a cualquiera que estuviera dispuesto a secuestrarla o asesinarla en su nombre.
Tres años más tarde, tras la aprobación de la Ley del esclavo fugitivo, la familia Chester intentó que Haviland fuera juzgada bajo el nuevo estatuto por «robar» sus esclavos. Haviland no solo corrió el riesgo de ser dañada físicamente por los enojados dueños de esclavos, como los Chester, o sus captores de esclavos, sino que si era encontrada culpable de violar la Ley de Esclavos Fugitivos también estaría sujeta a grandes multas y encarcelamiento. Aun así, Haviland estaba determinada a continuar con su trabajo, sin importar el costo personal:

... No quisiera que mi mano derecha se convirtiera en un instrumento para devolver a un esclavo fugitivo a la esclavitud. Creo firmemente, como en nuestra Declaración de Independencia, que todos los hombres son creados libres e iguales, y que ningún ser humano tiene derecho a hacer mercancía de otros nacidos en lugares más humildes, y colocarlos al mismo nivel que los caballos, el ganado y las ovejas, quitándoles de la subasta al mejor postor, rompiendo los lazos familiares y ultrajando los más puros y tiernos sentimientos de la naturaleza humana.

Afortunadamente para Haviland, su caso fue llevado ante el juez Ross Wilkins, quien simpatizaba con los abolicionistas. Los Chesters intentaron recuperar la posesión de los Hamiltons por la fuerza, pero fueron impedidos por Haviland y sus vecinos. El juez Wilkins retrasó su caso, permitiendo a Haviland ayudar a los Hamiltons a escapar a Canadá. Al final, Haviland evadió el castigo legal.
Además de otro intento de rescate fallido, detallado en su autobiografía, Haviland hizo más tarde otros viajes más exitosos al sur que no se mencionan en sus memorias. Bajo la apariencia de una cocinera blanca, y una vez incluso haciéndose pasar por una persona de piel clara, visitó plantaciones y se las arregló para ayudar a algunos esclavos a escapar al norte.

## Guerra de Secesión y reconstrucción

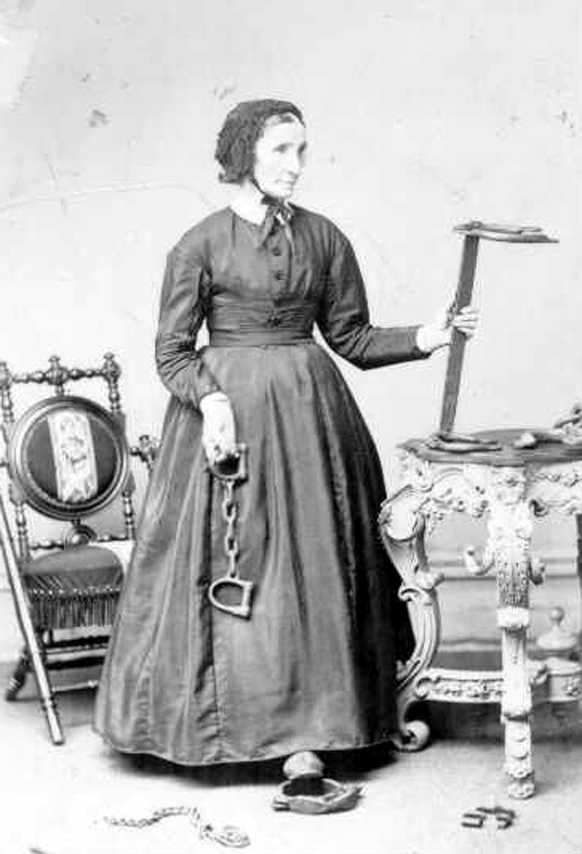
Laura Haviland con hierros de esclavitud, recogidos en plantaciones abandonadas.

Durante la Guerra de Secesión, Haviland recorrió muchos campos de refugiados y hospitales, incluso se aventuró en el frente, para distribuir suministros a los ciudadanos desplazados, a los esclavos liberados y a los soldados.
En la primavera de 1865, el comisionado de la recién creada Oficina de los Hombres Libres, el general Oliver Howard, nombró a Haviland Inspectora de Hospitales. Las tareas reales de Haviland consistían en mucho más que la inspección de los hospitales. Pasó los siguientes dos años viajando por Virginia, Tennessee, Kansas y Washington D. C., distribuyendo suministros, informando sobre las condiciones de vida de los hombres libres y los blancos indigentes, organizando campos de refugiados, estableciendo escuelas, trabajando como maestra, siendo voluntaria como enfermera en los hospitales de los hombres libres y dando conferencias públicas. En un esfuerzo por ayudar a los blancos a entender lo que los hombres libres habían soportado bajo la esclavitud, recorrió plantaciones abandonadas y recolectó cadenas, hierros, ataduras y otros implementos que habían sido usados en los esclavos. Haviland transportó estos artículos al norte y los exhibió durante sus conferencias. También se reunió personalmente con el presidente Andrew Johnson para solicitar la liberación de los ex esclavos que aún estaban detenidos en las prisiones del sur por haber intentado años atrás escapar de la esclavitud.
Mientras trabajaba en el Hospital Freedmen's de Washington D. C., Haviland conoció y se hizo amiga de Sojourner Truth, quien más tarde recordó un incidente que tuvo lugar un día en el que habían ido a la ciudad a buscar suministros. Haviland sugirió que tomaran un tranvía, de vuelta al hospital. Truth describió lo que sucedió después de la siguiente manera:

Cuando Haviland hizo la señal al coche, me hice a un lado como para continuar mi caminata y cuando se detuvo corrí y me subí. El revisor me empujó hacia atrás, diciendo: «Salga del camino y deje entrar a esta señora». Le dije: «Yo también soy una dama». No nos opusimos hasta que nos vimos obligadas a cambiar de coche. Un hombre que salía cuando íbamos al siguiente coche preguntó si se permitía que los negros viajaran. El revisor me agarró por el hombro y me sacudió, ordenándome que me bajara. Le dije que no lo haría. Haviland me agarró del otro brazo y me dijo, «No pares». El revisor me preguntó si yo le pertenecía. «No», respondió Haviland, «Ella pertenece a la humanidad».[18]

## Orfanato del Hogar Haviland
Después de la guerra de Secesión, la Comisión de Ayuda a los Libres adquirió el antiguo «Instituto de Raisin», lo rebautizó como el «Hogar Haviland» y lo convirtió en un orfanato para niños afroamericanos. Sus primeros residentes fueron setenta y cinco niños sin hogar traídos por Haviland desde Kansas. A medida que otros niños se unían a sus filas, y su número aumentaba, muchos blancos estaban desconcertados en Míchigan. Afirmaban que Haviland estaba agobiando a los contribuyentes blancos y exigían que el Hogar Haviland fuera cerrado. Las cosas llegaron a un punto crítico en 1867, cuando el orfanato fue comprado por la Asociación Misionera Americana, que cerró el orfanato, y literalmente arrojó a los huérfanos a la calle.
Haviland abandonó su trabajo en Washington D. C., para regresar a Míchigan y ayudar a los niños. Consiguió reunir suficientes donaciones para comprar el orfanato y comenzó a administrarlo ella misma. Para 1870, los fondos eran extremadamente escasos. La situación se volvió tan grave que, a instancias de Haviland, el estado se hizo cargo del orfanato y se convirtió en el Asilo de Huérfanos de Míchigan.

## Años más tarde
Cuando la Reconstrucción terminó en 1877, muchos afroamericanos huyeron del Sur, donde fueron objeto de ataques por parte de individuos y grupos racistas como el Ku Klux Klan. Miles de hombres, mujeres y niños afroamericanos se encontraban hacinados en campamentos improvisados de refugiados en Kansas. Decidida a ayudar, Haviland partió con su hija Anna hacia Washington D. C., donde testificó sobre las terribles condiciones de los campamentos, antes de viajar a Kansas con suministros para los refugiados. Usando sus ahorros personales, Haviland compró 240 acres (0.97 km²) en Kansas para los Freedmen en uno de los campos de refugiados para vivir y cultivar.

## Muerte y legado
Durante su vida, Laura Haviland no únicamente combatió la esclavitud y trabajó para mejorar las condiciones de vida de los hombres libres, sino que también participó activamente en otras causas sociales, defendiendo el sufragio femenino y ayudando a organizar la Unión Cristiana de Mujeres por la Templanza en Míchigan.
Laura Haviland murió el 20 de abril de 1898 en Grand Rapids (Míchigan), en la casa de su hermano, Samuel Smith. Está enterrada junto a su esposo en el cementerio Raisin Valley en Adrian, Míchigan.
Simbólicamente, en el funeral de Haviland, los himnos fueron cantados por un coro de cantantes blancos y afroamericanos, y luego su ataúd fue llevado a la tumba por un grupo de paleros blancos y afroamericanos.
En reconocimiento a sus esfuerzos, el pueblo de Haviland, Kansas fue nombrado en su honor. Una escultura de Laura Haviland se encuentra frente al Museo Histórico del Condado de Lenawee en Adrian, Michigan. La inscripción de la estatua dice:

A Tribute to a Life Consecrated to the Betterment of Humanity.
«Un tributo a una vida consagrada al mejoramiento de la humanidad».

La escuela primaria Laura Smith Haviland en Waterford, Míchigan, lleva su nombre en su honor.
Laura Smith Haviland fue admitida en el Salón de la Fama de la Abolición Nacional en Peterboro, NY en octubre de 2018.